# Lophonectes mongonuiensis
Lophonectes mongonuiensis är en fiskart som först beskrevs av Regan, 1914.  Lophonectes mongonuiensis ingår i släktet Lophonectes och familjen tungevarsfiskar. Inga underarter finns listade i Catalogue of Life.